# اوچ کرگن
اوچ کرگن (به لاتین: Uch-Korgon) یک منطقهٔ مسکونی در قرقیزستان است که در استان بادکند واقع شده‌است.

## خصوصیات
اوچ کرگن ۱۱٬۸۲۰ نفر جمعیت دارد و ۱٬۰۲۵ متر بالاتر از سطح دریا واقع شده‌است.